# Skalka (Šluknovská pahorkatina)
Skalka je kopec o nadmořské výšce 477 m, který leží v Mikulášovicích v Ústeckém kraji.

## Charakteristika
Vrch náleží ke geomorfologickému celku Šluknovská pahorkatina, jeho okrsku Šenovská pahorkatina a podokrsku Mikulášovická pahorkatina. Skalka je severním výběžkem vrchu Radar (509 m). Geologické podloží tvoří střednězrnný lužický granodiorit, který doplňuje bazanit. Půdním pokryvem je modální mesobazická kambizem. Při severním úpatí protéká přítok Mikulášovického potoka, západní svahy jsou odvodňovány do Hančperského potoka. Celý vrch tak náleží k povodí Sebnice a Labe a úmoří Severního moře. Svahy Skalky mají zemědělské využití, vrcholová část je zalesněna převážně listnatým lesem.

## Galerie

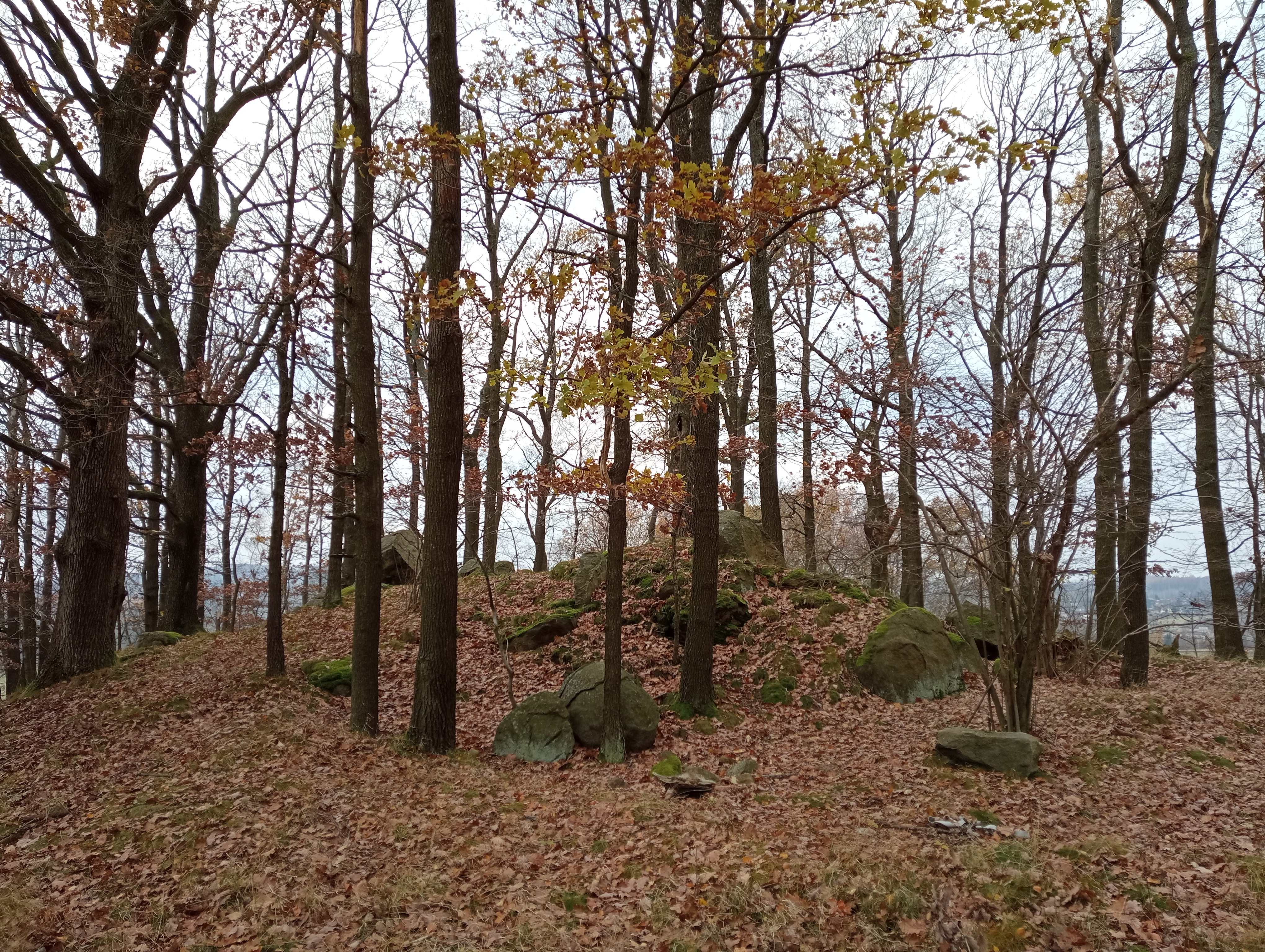
Vrcholová část
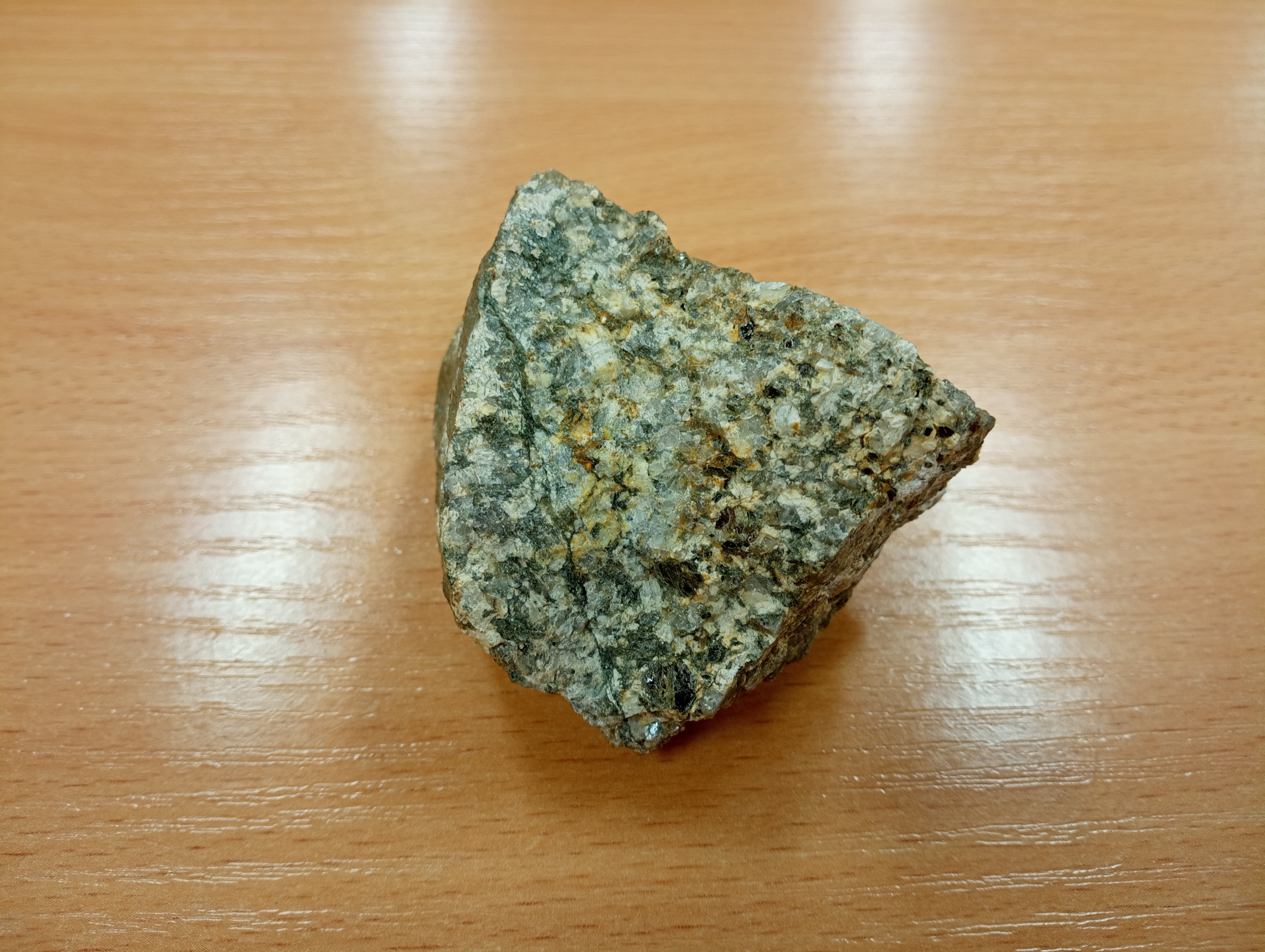
Lužický granodiorit
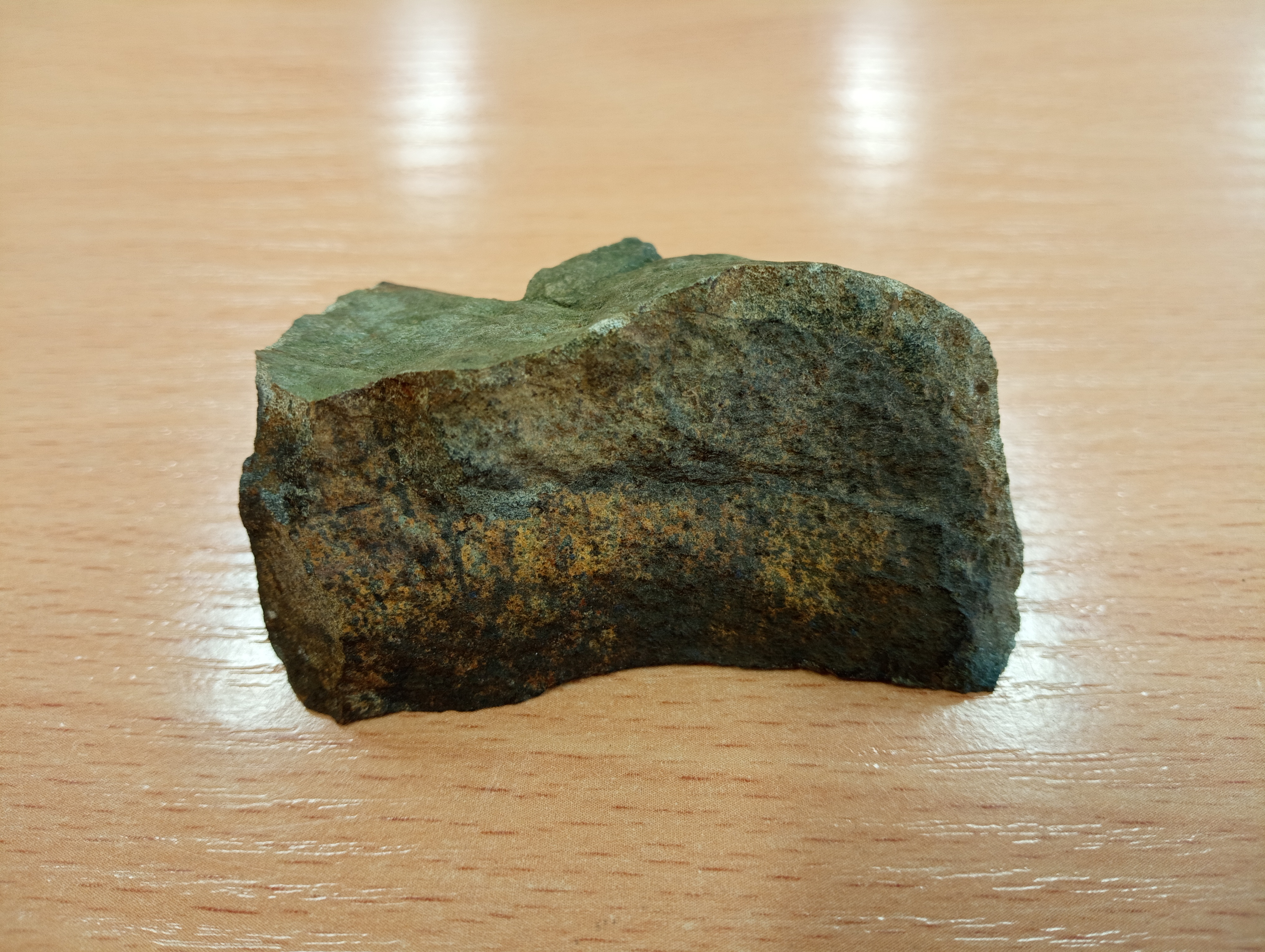
Bazanit